# تاريخ التنبؤ الرقمي للطقس
يأخذ تاريخ التنبؤ الرقمي للطقس في الاعتبار كيف تغيرت الظروف الجوية الحالية كمدخلات في النماذج الرياضية للغلاف الجوي والمحيطات للتنبؤ بالطقس وحالة البحر المستقبلية (عملية التنبؤ الرقمي للطقس) على مر السنين. على الرغم من أنه تمت تجربته يدويًا لأول مرة في عشرينيات القرن العشرين، إلا أنه لم يتم تقليل وقت الحساب إلى أقل من فترة التنبؤ نفسها إلا بعد ظهور الكمبيوتر والمحاكاة الحاسوبية. تم استخدام إينياك لإنشاء أول تنبؤات عبر الكمبيوتر في عام 1950، وعلى مر السنين تم استخدام أجهزة كمبيوتر أكثر قوة لزيادة حجم مجموعات البيانات الأولية واستخدام إصدارات أكثر تعقيدًا من معادلات الحركة. أدى تطوير نماذج التنبؤ العالمية إلى ظهور النماذج المناخية الأولى. وقد سهّل تطوير نماذج المناطق المحدودة (الإقليمية) التقدم في التنبؤ بمسارات الأعاصير الاستوائية وكذلك جودة الهواء في السبعينيات والثمانينيات.
نظرًا لأن مخرجات نماذج التنبؤ المستندة إلى ديناميكيات الغلاف الجوي تتطلب تصحيحات بالقرب من مستوى الأرض، فقد تم تطوير إحصاءات مخرجات النماذج (MOS) في السبعينيات والثمانينيات من القرن الماضي لنقاط التنبؤ الفردية (المواقع). يطبق MOS تقنيات إحصائية للمعالجة اللاحقة لمخرجات النماذج الديناميكية مع أحدث الملاحظات السطحية وعلم المناخ الخاص بنقطة التنبؤ. يمكن لهذه التقنية تصحيح دقة النموذج وكذلك تحيزات النموذج. حتى مع القوة المتزايدة للحواسيب العملاقة، فإن مهارة التنبؤ لنماذج الطقس العددية تمتد فقط إلى حوالي أسبوعين في المستقبل، حيث أن كثافة وجودة الملاحظات - بالإضافة إلى الطبيعة الفوضوية للمعادلات التفاضلية الجزئية المستخدمة لحساب التنبؤ - تقدم الأخطاء التي تتضاعف كل خمسة أيام. يساعد استخدام تنبؤات مجموعات النماذج منذ التسعينيات في تحديد حالة عدم اليقين المتوقعة وتوسيع نطاق التنبؤ بالطقس في المستقبل أكثر مما كان ممكنًا بأي طريقة أخرى.